# Bildungsmonitoring
Bildungsmonitoring bezeichnet die kontinuierliche und datengestützte Beobachtung und Analyse (Monitoring) des Bildungssystems und einzelner Bildungsbereiche mit wissenschaftlichen Verfahren. Die Bildungsevaluation bezieht sich dagegen nur auf Einzelinstitutionen und -maßnahmen.

## Deutschland
In Deutschland bildet das zentrale Instrument der Nationale Bildungsbericht, in dem eine empirische Bestandsaufnahme des Bildungswesens gegeben wird. Untersucht werden individuelle Prozesse des Bildungserwerbs, institutionelle Festlegungen und gesellschaftliche Rahmenbedingungen von Bildung. Das DIPF in Frankfurt (Main) ist seit dem ersten Bericht 2006 für die Koordination der Bildungsberichterstattung zuständig, wozu auch international vergleichende Leistungsstudien wichtig sind, sogenannte „Large Scale Assessments“, die vom DIPF mitgestaltet werden. Die bekannteste davon sind die PISA-Studien der OECD, andere sind TIMMS, IGLU, DESI. Die Ergebnisse werden sowohl der Bildungspolitik in Form von Steuerungs- und Handlungswissen als auch Bildungseinrichtungen für ihre Qualitätsentwicklung zur Verfügung gestellt, um deren Entscheidungen und Entwicklungsprozesse auf fundierter Datenbasis zu verbessern. Das Institut zur Qualitätsentwicklung im Bildungswesen (IQB) in Berlin ist eine weitere wichtige Forschungseinrichtung, die mit den bundesweiten Vergleichsarbeiten in der Schule ein Bildungsmonitoring betreibt.
Zusätzlich erhebt ein kommunales Bildungsmonitoring in 40 teilnehmenden Kommunen die jeweilige Bildungssituation vor Ort und gibt ein geeignetes Instrument zur Steuerung und Koordination der lokalen Bildungsprozesse und Bildungsakteure, unterstützt durch das Bundesförderprogramm Lernen vor Ort, einer gemeinsamen Initiative des Bundesministeriums für Bildung und Forschung (BMBF) und deutscher Stiftungen. Im Rahmen lokaler Bildungslandschaften werden ein lebenslanges, aufeinander abgestimmtes Lernen und erfolgreiche Bildungsbiografien angebahnt. Auch die Übertragung auf weitere Bildungsregionen wird angestrebt.
Zum Bildungsmonitoring gehören auch private Initiativen wie der alljährliche Bildungsmonitor der Initiative Neue Soziale Marktwirtschaft, die die Bildungspolitik der Länder einem Ranking unterzieht. Wenn dabei Maßnahmen hoch bewertet werden, die den Interessen von Arbeitgebern entsprechen, wie eine hohe MINT-Ausrichtung, die in der Aufmerksamkeit und den Stundenzahlen auf Kosten von gesellschaftswissenschaftlichen Fächer in der Bildung geht, zeigt das die Problematik gerade am Beispiel des bestbewerteten Landes Sachsen. Es weist eine nur geringe demokratische Orientierung auf.

## Österreich und Schweiz
In Österreich ist für entsprechende Aufgaben 2020 aus einer Vorgängereinrichtung BIFIE das Institut des Bundes für Qualitätssicherung im österreichischen Schulwesen gegründet worden.
In der Schweiz gibt es das Bildungsmonitoring Schweiz. Bildungsberichte werden seit 2010 alle vier Jahre erstellt. Das Generalsekretariat der Schweizerischen Konferenz der kantonalen Erziehungsdirektoren (EDK) und das Staatssekretariat für Bildung, Forschung und Innovation (SBFI) als vollziehendes Staatssekretariat steuern das Bildungsmonitoring gemeinsam mit dem Bundesamt für Statistik (BFS).

## Andere Staaten
International ist das Bildungsmonitoring schon länger üblich. In den USA, die auch über ein föderales Bildungssystem verfügt, wurde das National Assessment of Educational Progress bereits 1969 etabliert. In Großbritannien und den Niederlanden (Bildungscontrolling durch die Behörde CITO seit 1968) wurde regelmäßig die Wirksamkeit der Schulinspektion besonders untersucht. Global betreibt die UNESCO ein Monitoring.

## Einzelbelege
1. ↑  Bildungsmonitoring — DIPF | Leibniz-Institut für Bildungsforschung und Bildungsinformation. Abgerufen am 12. Dezember 2021.
2. ↑  Lernen vor Ort: Das Förderprogramm "Lernen vor Ort". Abgerufen am 12. Dezember 2021.
3. ↑  Startseite - Transferinitiative. Abgerufen am 12. Dezember 2021.
4. ↑  INSM Bildungsmonitor 2021 | INSM-Bildungsmonitor Wo stehen die Bundesländer beim Bildungscheck? Abgerufen am 12. Dezember 2021.
5. ↑  Sachsen fehlt es an Demokratieverständnis. Ehemals im Original (nicht mehr online verfügbar); abgerufen am 12. Dezember 2021. (Seite nicht mehr abrufbar. Suche in Webarchiven)
6. ↑  Staatssekretariat für Bildung, Forschung und Innovation SBFI: Bildungsmonitoring Schweiz. Abgerufen am 12. Dezember 2021.
7. ↑  Cito: Toetsen, examens, volgsystemen, certificering & onderzoek. Abgerufen am 13. Dezember 2021 (niederländisch).
8. ↑  Historie & ontwikkeling. Abgerufen am 13. Dezember 2021 (niederländisch).
9. ↑  Wolfgang Böttcher: Bildungsmonitoring und Bildungscontrolling in nationaler und internationaler Perspektive: Dokumentation zur Herbsttagung der Kommission Bildungsorganisation, -planung, -recht (KBBB). Waxmann, 2008, ISBN 978-3-8309-7028-6 (google.de [abgerufen am 12. Dezember 2021]).
10. ↑  Global education monitoring. Abgerufen am 12. Dezember 2021.